# St. Louis Blues (album)
St. Louis Blues è un album in studio del musicista statunitense Nat King Cole, pubblicato nel 1958.

## Tracce
1. Overture (Introducing Love Theme)/Hesitating Blues (Nelson Riddle, W.C. Handy) – 3:08
2. Harlem Blues (W.C. Handy) – 1:51
3. Chantez Les Bas (W.C. Handy) – 2:35
4. Friendless Blues (W.C. Handy, Mercedes Gilbert) – 3:15
5. Stay (W.C. Handy, Andy Razaf) – 2:37
6. Joe Turner's Blues (W.C. Handy, Walter Hirsch) – 2:40
7. Beale Street Blues (W.C. Handy) – 2:56
8. Careless Love (W.C. Handy, Martha E. Koenig, Spencer Williams) – 2:44
9. Morning Star (Mack David, W.C. Handy) – 2:12
10. Memphis Blues (W.C. Handy, George A. Norton) – 3:06
11. Yellow Dog Blues (W.C. Handy) – 3:16
12. St. Louis Blues (W.C. Handy) – 2:27